# Eurystylops conanthalicti
Eurystylops conanthalicti är en insektsart som beskrevs av Ragnar Kinzelbach 1971. Eurystylops conanthalicti ingår i släktet Eurystylops och familjen stekelvridvingar. Inga underarter finns listade i Catalogue of Life.